# Vau

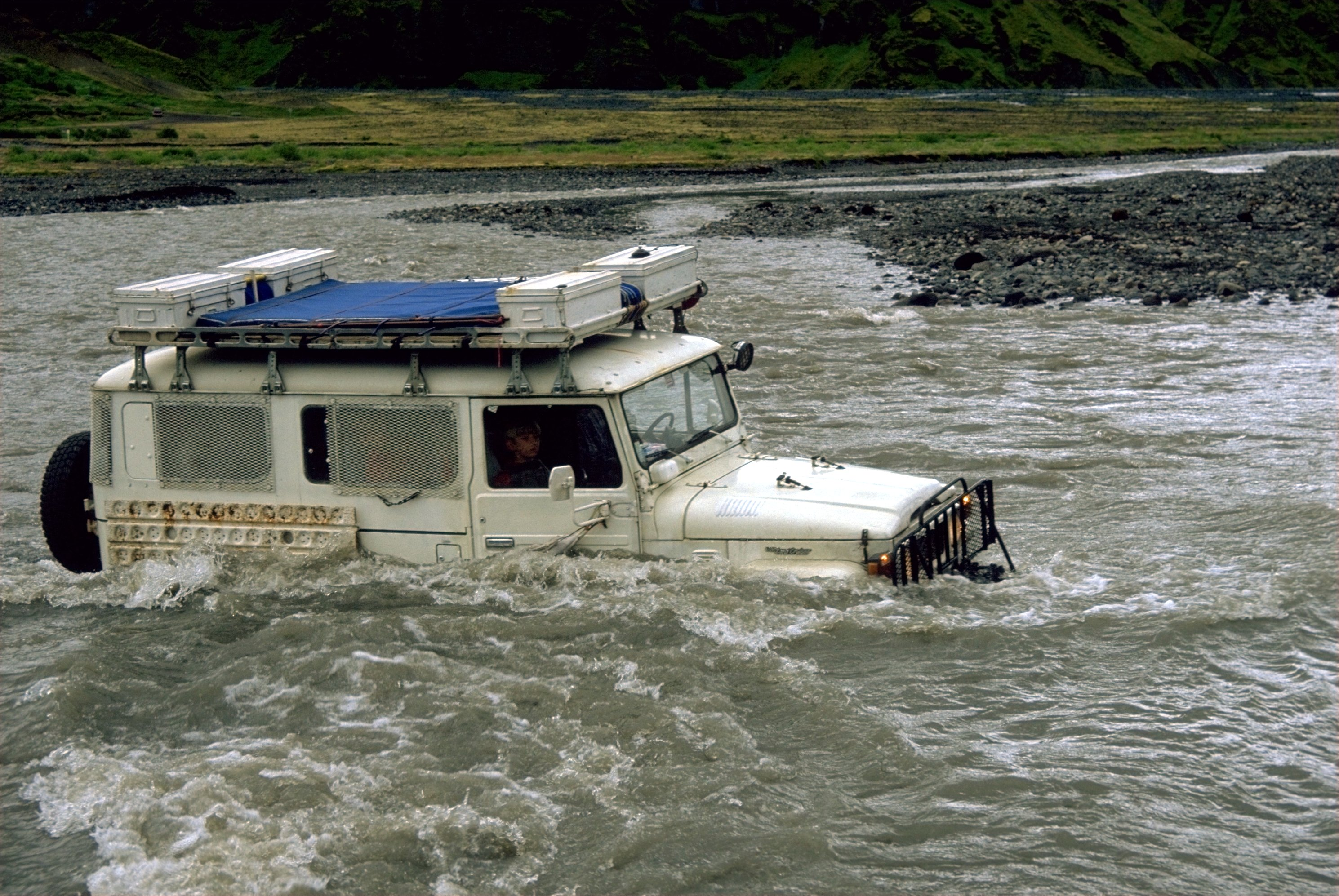
Uma Toyota Bandeirante atravessando um vau em Þórsmörk, Islândia.

Um vau (também passo ou almegue) é um trecho de um rio, lago ou mar com profundidade suficientemente rasa para poder passar a pé, a cavalo ou com um veículo.
A toponímia de várias línguas registra localidades cujos nomes têm origem num vau: Vau (concelho de Óbidos, Portugal), Vao (concelho de Alfoz, Galiza), Passo Fundo (estado do Rio Grande do Sul, Brasil), Frankfurt (Alemanha) ou Oxford (Inglaterra). 
O nome do estreito de Bósforo, que marca o limite dos continentes asiático e europeu na Turquia, também remete ao conceito de vau, pois significa, em grego, "passagem do boi" (de Βοῦς (boi) e πόρος (passagem) e se refere à história de Io, jovem amada por Zeus e transformada por ele em uma novilha, que foi atormentada por um moscardo enviado pela ciumenta Hera. O estreito recebeu este nome pela passagem de Io, rumo ao Egito, após ter sido perseguida por boa parte do mundo então conhecido. 